# Heinrich von Streitberg
Heinrich I. von Streitberg (auch: Heinrich von Strateich) († nach 12. Oktober 1274) war ein deutscher Ordensritter und römisch-katholischer Bischof des Bistums Ermland und später des Bistums Samland.

## Leben
Heinrich stammte aus dem fränkischen Geschlecht der Streitberger.
Im Jahre 1248 wurde er auf Geheiß des Erzbischofs von Riga erster Bischof der neu geschaffenen Diözese Ermland. Er blieb lediglich Elekt, denn als Ergebnis eines Streits zwischen dem Erzbischof von Riga und der Hochmeister des Deutschen Ordens erhielt er zwar die Bischofsweihe, konnte jedoch sein Bistum nicht in Besitz nehmen. Im Jahre 1250 trat er schließlich zurück und Anselm von Meißen wurde Bischof.
Nach seinem Ausscheiden aus der Diözese Ermland diente er als Weihbischof in den Bistümern Bamberg und Würzburg. Er weihte den St.-Stephans-Altar in der St.-Sebaldus-Kirche in Nürnberg. Außerdem weihte er 1256 die Kirche und drei Altäre des Speyerer Franziskanerklosters.
Am 7. Mai 1254 wurde er zum Bischof von Samland mit dem Bischofssitz in Königsberg ernannt. Heinrich war nicht der erste ernannte Bischof dieser Diözese, seine Vorgänger hatten die Herrschaft jedoch nicht antreten können. Er weilte nur selten in der Diözese, organisierte aber die Ortskirche, was 1258 durch seine Vermittlung auch zum weltlichen Episkopat führte.